# Gerald Schmid
Gerald Schmid (* 18. November 1966 in Knittelfeld) ist ein österreichischer Politiker der (SPÖ). Von 2005 bis 2015 war er Abgeordneter zum Steiermärkischen Landtag. Ab dem 5. Mai 2014 bis 2019 war er Bürgermeister der Stadt Knittelfeld.

## Leben
Schmid war beruflich als Geschäftsführer beim Wasserverband Aichfeld-Murboden und Betriebsleiter der Betriebe der Wasserwirtschaft aktiv. Politisch engagierte er sich als stellvertretender Vorstand des Wohnbauförderungsbeirats Steiermark. 2002–2006 und 2010–2014 war er 1. Vizebürgermeister der Stadt Knittelfeld. Schmid war von 25. Oktober 2005 bis Juni 2015 Abgeordneter zum Landtag und Bereichssprecher für Bau-, Raumordnung und Wohnbau. Schmid war von 5. Mai 2014 bis 2019 Bürgermeister der Stadtgemeinde Knittelfeld.
Im November 2019 verkündete er seinen Rücktritt als Bürgermeister von Knittelfeld. In der Gemeinderatssitzung vom 9. Dezember 2019 wurde Harald Bergmann zu seinem Nachfolger gewählt. Bergmann schlug seinen Vorgänger Gerald Schmid als Ehrenbürger der Stadtgemeinde vor. Nach seinem Rücktritt als Bürgermeister kehrte er in seinen Beruf als Geschäftsführer des Wasserverbandes Aichfeld-Murboden zurück.